# Penstowe Castle

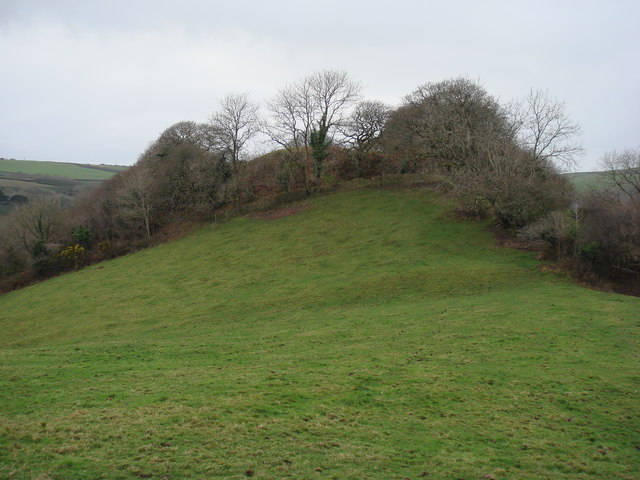
Mound von Penstowe Castle

Penstowe Castle, auch Kilkhampton Castle, ist eine Burgruine in der Nähe des Dorfes Kilkhampton in der englischen Grafschaft Cornwall. Die Burg wurde vermutlich zwischen der normannischen Eroberung Englands 1066 und dem Ende des Bürgerkrieges der Anarchie 1154 gebaut.

## Geschichte

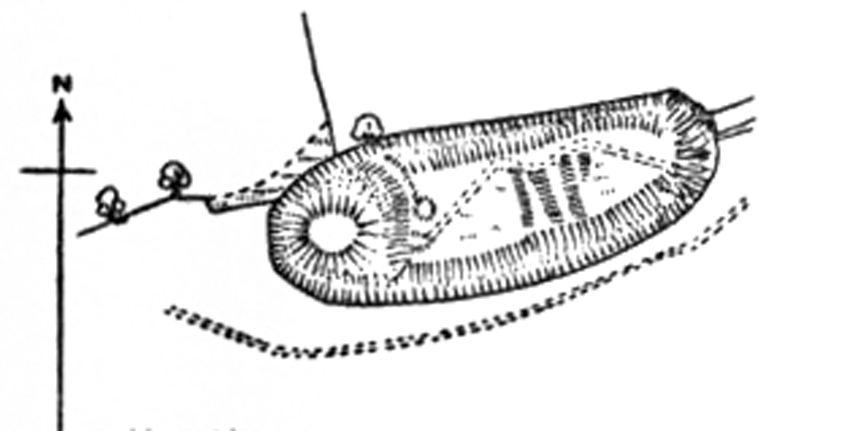
Grundriss Penstowe Castle

Die genaue Bauzeit von Penstowe Castle ist nicht bekannt, aber man nimmt an, dass es irgendwann zwischen der Mitte des 11. und der Mitte des 12. Jahrhunderts entstand. Entweder ließ es Robert, 1. Earl of Gloucester, bauen, der nachweislich Hauptpächter der Grundherrschaft Kilkhampton war, oder einer seiner Pächter und Verwandten der Familie Granville, womöglich Sir Richard I. de Granville († nach 1142) aus Neath Castle in Glamorgan, der die Grundherrschaft Kilkhampton und die Grundherrschaft Bideford in Devon vom Honour of Gloucester gepachtet hatte. Stowe House war Granvilles Residenz in Kilkhampton, die 1679 von John Granville, 1. Earl of Bath, (1628–1701) abgerissen und in großartiger Form wiederaufgebaut wurde.
Archäologische Ausgrabungen wurden 1925 und Anfang der 1950er-Jahre durchgeführt. Im 21. Jahrhundert gilt das Gelände als Scheduled Monument.

## Beschreibung
Penstowe Castle war eine Motte, die auf einem Erdhügel erbaut wurde und von steilen Hängen auf der Nord- und der Südseite geschützt war. Der Mound hat heute eine ovale Form, 18 Meter × 8 Meter, und ist zwischen 6 und 9 Meter hoch. Die Kernburg misst 30 Meter × 25 Meter, die Vorburg 24 Meter × 20 Meter. Die Konfiguration der Burghöfe ist ungewöhnlich, ähnelt aber der des nahegelegenen Eastleigh Berries Castle. Ein D-förmiges Gebäude lag oben auf dem Mound.